# Ugo, re d'Italia
Ugo, re d'Italia (Hugo, koning van Italië) is een opera, die zou worden geschreven door Gioacchino Rossini. De opera werd echter nooit afgemaakt.

## Geschiedenis
Eind 1823 werd Rossini uitgenodigd om voor Londen een opera te schrijven, getiteld Ugo, re d'Italia.
In plaats van de opera af te werken, leidde Rossini een druk sociaal leven. Hij zong zelfs duetten met koning George IV van Engeland.
Na zeven maanden in Londen te hebben verbleven, vertrok hij naar Parijs. Rossini liet het manuscript (wat er al gecomponeerd was) achter bij de bankiers van zijn impresario in Londen. Dit manuscript is sindsdien verdwenen en is (nog) niet boven water gekomen.
Er zijn wel enkele schetsen van dit werk bewaard gebleven in het manuscript van Ermione, dat bewaard wordt in de Bibliothèque Nationale de France in Parijs.
Eén aria ("Vieni, o cara") werd gereconstrueerd. Hij werd opgenomen door Bruce Ford en uitgebracht in de verzameldoos A hundred years of Italian Opera, uitgegeven door Opera Rara. De muziek van deze aria is grotendeels geleend van de aria "O fiamma soave" uit La donna del lago.